# Catherine Pépin
Catherine Pépin (née en France) est une journaliste et animatrice radiophonique québécoise. 
À 18 ans, Catherine Pépin commence sa carrière à la radio publique autrichienne, puis travaille un temps à RFI (Paris). Elle déménage au Québec en 1995 et étudie le journalisme à l'Université de Montréal. En 1998, elle entame sa collaboration à l'émission Macadam tribus. En 2010, elle collabore à l'émission L'après-midi porte conseil à la Première Chaîne, puis anime Babylone café l'année suivante.
Depuis 2012, elle anime l'émission Le temps d'une chanson à la chaîne Espace Musique. Elle est aussi l'animatrice de l'émission Un nomade dans l'oreille consacrée à la musique du monde.